# 씨 (일본)
일본의 씨(氏)는 한자로 氏라고 쓰고 우지(うじ/うぢ)라고 읽는다.고훈 시대(古墳時代)의 일본의 족보의 동족 집단을 뜻한다. 고대 일본에서 씨족을 뜻하기도 한다. 그밖에 가문이라는 뜻으로 쓰이거나 가계, 집안의 뜻으로 쓰이기도 하며, 인명에 붙어 경칭을 나타내는 경어의 하나로서 쓰이기도 한다.